# استقلال ذاتي

الاستقلال الذاتي أو الحكم الذاتي أو التحكم الذاتي هو مفهوم يتم تناوله في الفلسفات الأخلاقية والسياسية ويشير إلى قدرة الفرد العاقل على صنع قراره الذاتي أو قانونه بنفسه من دون تدخل من أي طرف آخر سواء كانت الدولة أو المجتمع. ويتم استخدام هذا المصطلح للإشارة لتحديد المسؤولية الأخلاقية لتصرفات الفرد.
كذلك المؤسسات أو المنظمات المستقلة تتمتع بحكم ذاتي ومستقلة برأيها، وكمثال على ذلك، فالكنيسة الرومانية الكاثوليكية يتم حكمها بال «القانون الكِنسيّ» وهو قانون يتم اصداره عن طريق الكنيسة والمنظمات المسيحية وأعضائها، ويتم إدارة به كافة الكنائس الكاثوليلكية وبالتالي لا يُعَدّ ذلك حكم ذاتي لأن بقية الكنائس غير ذاتية الحكم. وعلى عكس الكنائس البروتستانتية، والتي تتمع بحكم غير مركزي وبالتالي كل كنيسة لها قوانينها الخاصة والذي يتم اعتباره انه «حكم ذاتي». والحكم الذاتي يختلف معناه باختلاف المجالات والفلسفات، واختلف الفلاسفة في تعريفه ووصفه وكذلك الكتاب.

## علم الاجتماع
ففي علم اجتماع المعرفة، وهو فرع من علم الإجتماع، فالجدال حول حدود الحكم الذاتي توقفت اخيراً عند مفهوم «الحكم الذاتي النسبي»، إلى أن تم إنشاء وتطوير تصنيف للحكم الذاتي ضمن الدراسات العلمية والتكنولوجية. وطبقاً لذلك، فالمفهوم المعاصر لمفهوم الحكم الذاتي للعلوم هو «الحكم الذاتي الانعكاسي» وهو ما يعني أنّ الممثلين والكيانات داخل المجال العلمي قادرين على ترجمة وعكس مواضيع مختلفة والتي تقدمها المجالات السياسية والاجتماعية.

### الاستقلال الذاتي المؤسسي
الاستقلال الذاتي هي قدرة الشخص على توفير احتياجاته الخاصة وعلى تطبيق الأهداف الرسمية والسعي لتحقيقها. نحن نميز أحيانًا بين الاستقلال الشخصي والاستقلال الاجتماعي. بالمقارنة مع الحيوانات الأخرى، يحتاج الإنسان إلى الكثير من الاهتمام والرعاية، وعدد كبير من السنوات قبل أن يصبح مكتفياً ذاتياً. على سبيل المثال، يستطيع الحصان أن يقف ويتغذى ويمشي بعد دقائق قليلة فقط من ولادته، بينما يحتاج الإنسان إلى حوالي سنة للوصول إلى هذه النقطة من وجهة نظر مُشرع، ومن أجل زيادة الاستقلال الذاتي المؤسسي، يجب أن توضع ظروف الإدارة الذاتية والحكم الذاتي المؤسسي في مكانها الصحيح، وعليه فإن الزيادة في القيادة وإعادة توزيع مسؤوليات صناعة القرار ستكون نافعةً للبحث عن مصادر .
كان الاستقلال الذاتي المؤسسي يُرى بصفته مرادفًا لحق تقرير المصير، وكانت العديد من الحكومات تخاف من أن يقود الاستقلال الذاتي المؤسسي المؤسسات إلى نوع من التحررية والانفصالية. ولكن يجب أن يُرى الاستقلال الذاتي حلًا لمصاعب حق تقرير المصير. إن حق تقرير المصير هو حركة نحو الاستقلال، في حين أن الاستقلال الذاتي هو وسيلة لاستيعاب المناطق/المجموعات المتميزة داخل البلد. يمكن للاستقلال الذاتي المؤسسي أن ينزع فتيل النزاعات المتعلقة بالأقليات والجماعات العرقية في المجتمع. يساعد السماح بمزيد من الاستقلالية للجماعات والمؤسسات في خلق علاقات دبلوماسية بينها وبين الحكومة المركزية.

## الفلسفة
يُعد الاستقلال الذاتي مفهومًا أساسيًا في الفلسفة وله أثر واسع على حقول مختلفة في الفلسفة. يشير مفهوم الاستقلال الذاتي في الفلسفة الميتافيزيقية إلى النقاش حول الإرادة الحرة والقدرية والحتمية والوكالة. طور الفيلسوف لاين كينغ في كتابه «كيف تأخذ قرارًا جيدًا وتكون على حق في كل الأوقات» مبدأ الاستقلال الذاتي والذي عرّفه بالشكل التالي: «دع الناس يختارون بأنفسهم، إلا إن كنا نعرف مصلحتهم أفضل منهم». يحاجج كينغ بأنه ليس كافيًا أن تعرف مصلحة شخص ما أفضل منه، لذلك يجب ألا يُخرق استقلاله الذاتي إلا إن لم يعرف هذا الشخص مصلحته الشخصية في مسألة معينة. يشير الاستقلال الذاتي في الفلسفة الأخلاقية إلى إخضاع الذات لقانون أخلاقي موضوعي.

### وفقًا لكانط
عرّف إيمانويل كانط (1724 – 1804) الاستقلال الذاتي من خلال ثلاث سمات في ما يخص الأخلاق المعاصرة. أولًا، الاستقلال الذاتي هو حق الشخص باتخاذ قراره الشخصي دون أي تدخل من الآخرين. ثانيًا، الاستقلال الذاتي هو القدرة على اتخاذ هذه القرارات من خلال الاستقلال العقلي للشخص بعد التفرس الذاتي. ثالثًا، الاستقلال الذاتي هو طريقة مثالية لعيش الحياة باستقلالية ذاتية. باختصار، الاستقلال الذاتي هو الحق الأخلاقي الذي يمتلكه الشخص أو القدرة التي نمتلكها لنفكر ونتخذ القرارات التي توفر درجة من التحكم والسلطة على الأحداث التي تتكشف في حياة الفرد اليومية.
يعود السياق الذي عنون به كانط الاستقلال الذاتي إلى نظريته الأخلاقية التي يسأل فيها أسئلةً تأسيسية وتجريدية. اعتقد أنه كي تُوجد الأخلاق يجب أن يوجد الاستقلال الذاتي. فكك كانط الاستقلال الذاتي إلى مكونين مميزين. أولًا، الاستقلال، وهو الشكل السلبي من الحرية أو أن تكون حرًا بمعنى سلبي. وثانيًا، الذاتي، وهو الشكل الإيجابي، أي الحرية أو الشرعية وفيه يمكنك أن تختار قانونًا تتبعه. يوفر الاستقلال الذاتي الكانطي نوعًا من الاستقلال الذاتي العقلاني، والذي يعني ببساطة حيازة الشخص دافعًا ليحكم به حياته الخاصة. يتضمن الاستقلال الذاتي العقلاني اتخاذ قراراتك الشخصية ولكن لا يمكنك تنفيذها بعزلة كاملة. تتطلب التفاعلات المشتركة العقلانية كلًا من التطوير والتدريب لقدرتنا على العيش في عالم يضم أشخاصًا آخرين.
جادل كانط بأن الأخلاق تفترض هذا الاستقلالية في الوكلاء الأخلاقيين، إذ يُعبر عن المتطلبات الأخلاقية في الضرورات الحتمية. تكون الضرورة حتميةً إذا أصدرت أمرًا صالحًا مستقلًا عن الرغبات الشخصية أو المصالح التي من شأنها أن توفر سببًا لإطاعة هذا الأمر. يُفترض أنه إذا كانت صحة الأمر وإذا كان السبب وراء توقع أن يطيع المرء ذلك، هي حقيقة أن المرء يرغب أو يهتم بشيء آخر تستتبعه طاعة الأمر. «لا تسرع على الطريق السريع إذا لم ترغب أن توقفك الشرطة» هي ضرورة افتراضية. «من الخطأ خرق القانون، لذلك لا تسرع على الطريق السريع» هي ضرورة حتمية. إن الأمر الافتراضي بعدم الإسراع على الطريق السريع غير صالح بالنسبة لك إذا كنت لا تهتم بما إذا أوقفتك الشرطة. الأمر الحتمي صالح لك في أي من الاتجاهين. يُتوقع من الوكلاء الأخلاقيين المستقلين ذاتيًا أن يطيعوا أمر الضرورة الحتمية حتى لو كانوا يفتقرون إلى رغبة شخصية أو مصلحة في ذلك. يبقى السؤال مفتوحًا عما إذا كانوا سيطيعون.
غالبًا ما يساء فهم مفهوم كانط عن الاستقلال الذاتي، ما يترك نقطة هامة حول الخضوع الذاتي لوكيل المستقل ذاتيًا لقانون أخلاقي. يُعتقد أن الاستقلال الذاتي يُفسَّر تمامًا على أنه القدرة على إطاعة أمر حتمي بشكل مستقل عن رغبة شخصية أو مصلحة في القيام بذلك، أو ما هو أسوأ، أن الاستقلال الذاتي هو إطاعة الأمر الحتمي بشكل مستقل عن الرغبة أو المصلحة الطبيعية؛ وهذا الخضوع، وهو عكس ذلك، يعمل بدلًا عن ذلك على دوافع شخصية من النوع المشار إليه في الضرورات الافتراضية.
طبق كانط، في كتابه ميتافيزيقيا الأخلاق، مفهوم الاستقلال الذاتي أيضًا لتحديد مفهوم الشخصية والكرامة الإنسانية. يعتبر كانط الاستقلال الذاتي إلى جانب العقلانية بأنهما المعياران لحياة ذات معنى. يعتبر كانط أن عيش حياة دون هذين المعيارين هي حياة لا تستحق أن تُعاش؛ ستكون حياة ذات قيمة مساوية لحياة نبات أو حشرة. وفقًا لكانط، فإن الاستقلال الذاتي هو جزء من السبب في أننا نحمل الآخرين المسؤولية الأخلاقية عن أفعالهم. إن الأعمال البشرية جديرة بالثناء أخلاقيًا أو تستحق اللوم بسبب استقلالنا. إن الكائنات غير المتمتعة بالاستقلال الذاتي مثل النباتات أو الحيوانات ليست جديرة بالملامة بسبب أفعالها غير المستقلة. يتأثر موقف كانط في الجريمة والعقاب بآرائه حول الاستقلال الذاتي. إن غسل المخ أو تخدير المجرمين ليصبحوا مواطنين ملتزمين بالقانون سيكون غير أخلاقي لأنه لن يحترم استقلاليتهم. يجب السعي إلى إعادة التأهيل بطريقة تحترم استقلالهم وكرامتهم كبشر.

### وفقًا لنيتشه
كتب فريدريك نيتشه عن الحكم الذاتي والصراع الأخلاقي. يُشار إلى الاستقلال الذاتي في هذا المعنى بالذات الحرة، ويستتبع عدة جوانب من الذات، بما في ذلك احترام الذات وحتى حب الذات. يمكن تفسير ذلك على أنه تأثر بكانط (احترام الذات) وأرسطو (حب الذات). بالنسبة لنيتشه، يمكن لتقييم الاستقلال الذاتي الأخلاقي أن يفك الصراع بين الحب (حب الذات) والقانون (احترام الذات)، والذي يمكن أن يترجم بعد ذلك إلى واقع ملموس من خلال تجارب تحمل المسؤولية الذاتية. نظرًا إلى أن نيتشه يعرّف وجود شعور بالحرية بكون الشخص مسؤولًا عن حياته الشخصية، فإن الحرية والمسؤولية الذاتية يمكن أن ترتبط ارتباطًا وثيقًا بالاستقلال الذاتي.

### وفقًا لبياجيه
يعتقد الفيلسوف السويسري جان بياجيه (1896 – 1980) أن الاستقلال الذاتي ينبع من الداخل وينتج عن القرار الحر. إن الاستقلال الذاتي ذو قيمة جوهرية، ولا تُقبل أخلاقية الاستقلال الذاتي فقط بل هي إلزامية. عند حدوث محاولة للتفاعل الاجتماعي يكون وجود الاستقلال الذاتي متبادلًا ومثاليًا وطبيعيًا بصرف النظر عن سبب التعاون مع الآخرين. بالنسبة لبياجيه، يمكن استخدام مصطلح المستقل لشرح فكرة أن القواعد تُختار ذاتيًا. باختيار القواعد التي يجب اتباعها أو عدم اتباعها، فإننا بدورنا نحدد سلوكنا.
درس بياجيه التطور المعرفي للأطفال من خلال تحليلهم خلال أوقات لعبهم ومن خلال المقابلات، مؤسسًا (من بين مبادئ أخرى) مبدأ أن عملية النضج الأخلاقي للأطفال تحدث على مرحلتين، الأولى هي التبعية والثانية هي الاستقلال الذاتي:

### التفكير التبعي
القواعد موضوعية ولا تتغير. يجب أن تكون حرفية لأن السلطة ترتبها ولا تتكيف مع الاستثناءات أو النقاشات. أساس القاعدة هو السلطة العليا (الآباء والكبار والدولة)، والتي لا ينبغي أن تعطي سببًا للقواعد المفروضة عليهم أو التي يحب أن يطبقوها. تُصمم الواجبات المقدمة على النحو الوارد من ذات الشخص. إن أي حافز أخلاقي وعاطفي يُعد ممكنًا من خلال ما يعتقد المرء أنه حق.

### التفكير الذاتي
القواعد هي نتاج اتفاق، وبالتالي فهي قابلة للتعديل. يمكن أن تخضع للتفسير وتتكيف مع الاستثناءات والاعتراضات. أساس القاعدة هو قبولها، ويجب شرح معناها. يجب أن تكون العقوبات متناسبة مع الغياب، على افتراض أنه في بعض الأحيان قد تمر الجرائم دون عقاب، إذ تكون العقوبة الجماعية غير مقبولة إذا لم تكن إجرامية. قد لا تحكم الظروف بذنب شخص ما. تُوضع الواجبات المفروضة على نحو خارجي. يتبع الشخص القواعد ميكانيكيًا لأنها مجرد قاعدة، أو بصفتها وسيلةً لتجنب شكل من أشكال العقوبة.

## السياسة
في المفهوم السياسي فالحكم الذاتي يعني قدرة الدولة على إدارة شئونها وممارسة كافة صلاحياتها الادارية بدون أي تدخلات اجنبية لأي غرض أو حتى التدخلات الداخلية من الافراد كالاستقلال القضائي. ومثال على ذلك، هو حكم الولايات المتحدة الامريكية السابق للجزر الفلبينية. فقامت الحركة الإستقلالية الفلبينية في عام 1916 بالمطالبة بإنشاء حكومة مستقلة ذاتياً يكون في الشعب الفلبيني ذا سلطة محلية أكبر من السابق على تلك الجزر مع حفظ بعض الامتيازات لحكومة الولايات المتحدة لحفظ مصالحها. مثال آخر لذلك هو وضع كوسوفو كمقاطعة كوسوفو الاشتراكية المتمتعة بالحكم الذاتي في ظل حكومة تيتو اليوغوسلافية.

## الفلسفة
الحكم الذاتي هو مفهوم أساسي ومؤثر جداً على المجالات المختلفة في الفلسفة. ففي الفلسفة الاخلاقية، الحكم الذاتي هو إخضاع النفس إلى قانون اخلاقي معين وعدم قبول أي سلطة خارجية.
في كتاب «أسس غيبيات الاخلاق» للفيلسوف الالماني «ايمانويل كانط»  قام بتعريف مفهوم الحكم الذاتي لتحديد مصطلحين آخرين وهما شخصية الإنسان والكرامة الإنسانية. ويرى كانط انه هاتان الصفتان هما العامل الاساسي للحياة السليمة ومن دونهم هي حياة لا تستحق العيش. اما مفهوم الحكم الذاتي بالنسبة للكاتب «لين بينجامين كينج» هو «أن تدع الناس تقوم باختياراتها بنفسه، إلا إذا كنت تعرف ما هي اهتمامات تلك الاشخاص أكثر منهم». أما بالنسبة لنيتشه فكان مفهوم الحكم الذاتي يدور حول الإرادة الحرة، والفطنة، والحتمية.

## الطب
في السياق الطبّي، احترام الاستقلال الذاتي الشخصي للمريض يُعدّ واحد من أهم الاساسيات الاخلاقية في الطب. ورغم ان ذلك الامر يعتبر واحد من أهم المبادئ لممارسة مهنة الطب، إلا انه طبقاً لكتاب «مباديء اخلاقيات الطب الحيوي» فإنه تم إجراء العديد من التجارب الطبية في على مختلف الفترات الزمنية على المرضى والتي تُعرّض سلامتهم الشخصية والجسدية للخطر وتُعتبَر انتهاكا للإستقلالية الذاتية للأفراد، وبناء على تلك الحوادث فقد دعت المنظمات إلى وجود ضمانات للأفراد الذين يتم إجراء عليهم البحوث الطبية.
وبالتالي يمكن التوصّل إلى وجود عدة مفاهيم للإستقلال الذاتي والتي لا يمكن حصرها في مجال واحد فقط، ويوجد أيضاً أمثلة أخرى لمفاهيم الاستقلال الذاتي، مثل الاستقلال الذاتي في العلاقات وهو ما يتم اعتباره انه يمكن معرفة الشخص من خلال علاقاته بالآخرين.
وايضاً يوجد الاستقلال الذاتي المدعوم وهو ما يقترح بأنه في ظروف معينة يمكن للأفراد مؤقتاً تسوية الاستقلال الذاتي للشخص على المدى القريب، وذلك للمحافظة على تلك الإستقلالية على المدى البعيد. وهناك أيضاً بعض المفاهيم والتي تقول بأن الإنسان والفرد هو كائن مكتفي بذاته وبالتالي لا يمكن إجراء أي تسوية لإستقلاليته بذاته تحت أي ظرفٍ كان.

## إمكانية التعارض بين القيم
عند التأمل في "الاستقلالية والإحسان" في العلاقات الطبية والأخلاقيات الصحية، نجد أن احترام حقوق الفرد واستقلاليته تشكلان أساسًا للتفاعلات الصحية. يُحتاج من ممارسي الطب إلى توازن دقيق بين تقديم الرعاية الضرورية واحترام حقوق المرضى في اتخاذ القرارات الطبية. يعد التفكير العميق والنظر الشامل في الحالات الفردية حاسمًا لاتخاذ القرارات الصحيحة والالتزام بالمعايير الأخلاقية واحترام كرامة الآخرين، خاصة في ظل التحديات الصحية والتطورات المستمرة.
تحقيق توازن متناغم بين استقلالية المريض وواجب الإحسان للممرضين يتطلب نهجًا يركز على التواصل والثقة، مع التناول الحساس للتحديات الأخلاقية المرتبطة برفض العلاج والصراعات في رعاية المرضى في نهاية الحياة. هذا السياق يستدعي القدرة على تحقيق توازن ملائم بين احترام حقوق المريض وتقديم الرعاية الضرورية، الأمر الأساسي في بناء علاقات صحية وأخلاقية قائمة على الثقة والاحترام.

## قانون حقوق الإنسان الدولي
«مبادئ يوغياكارتا» حول تطبيق القانون الدولي لحقوق الإنسان فيما يتعلق بالتوجه الجنسي والهوية الجندرية، تؤكد على ان حرية الإرادة هي من اساسيات الاستقلال الذاتي والتي تتضمن حرية الاختيار والحياة الجنسية والإنجاب.
تدعمت الحركة الدولية لحقوق الإنسان عندما اعتمدت الجمعية العامة للأمم المتحدة الإعلان العالمي لحقوق الإنسان في 10 كانون الأول/ ديسمبر 1948. ولأول مرة في تاريخ البشرية، ينص الإعلان الذي تمت صياغته "على أنه المستوى المشترك الذي ينبغي أن تستهدفه كافة الشعوب والأمم"، على الحقوق المدنية والسياسية والاقتصادية والاجتماعية والثقافية الأساسية التي ينبغي أن يتمتع بها جميع البشر. وقد حظي الإعلان بمرور الزمن على قبول واسع المدى باعتباره المعيار الأساسي لحقوق الإنسان التي ينبغي لكل امرئ أن يحترمها ويحميها. ويشكل الإعلان العالمي لحقوق الإنسان، جنبا إلى جنب مع العهد الدولي للحقوق المدنية والسياسية وبروتكوليه الاختيارين والعهد الدولي للحقوق الاقتصادية والاجتماعية والثقافية، ما يسمى الشرعة الدولية لحقوق الإنسان.